# Castromudarra
Castromudarra es una localidad española perteneciente al municipio de Almanza, en la Tierra de Sahagún, provincia de León, comunidad autónoma de Castilla y León.
Situado en una pequeña colina al oeste del río Cea.
Confina al norte con Almanza, al este con Villaverde de Arcayos, al sur con Villamartín de Don Sancho y al oeste con Corcos.
El terreno es de buena calidad la mayor parte llano, solo tiene una pequeña colina.
Produce toda clase de cereales y legumbres, aunque no con mucha abundancia. Cría ganados, especialmente ganado lanar y ganado cabrio. Caza de liebres y perdices, y algún jabalí y lobo.
Perteneció a la antigua Jurisdicción de Almanza.